# ゼッケンドルフ家

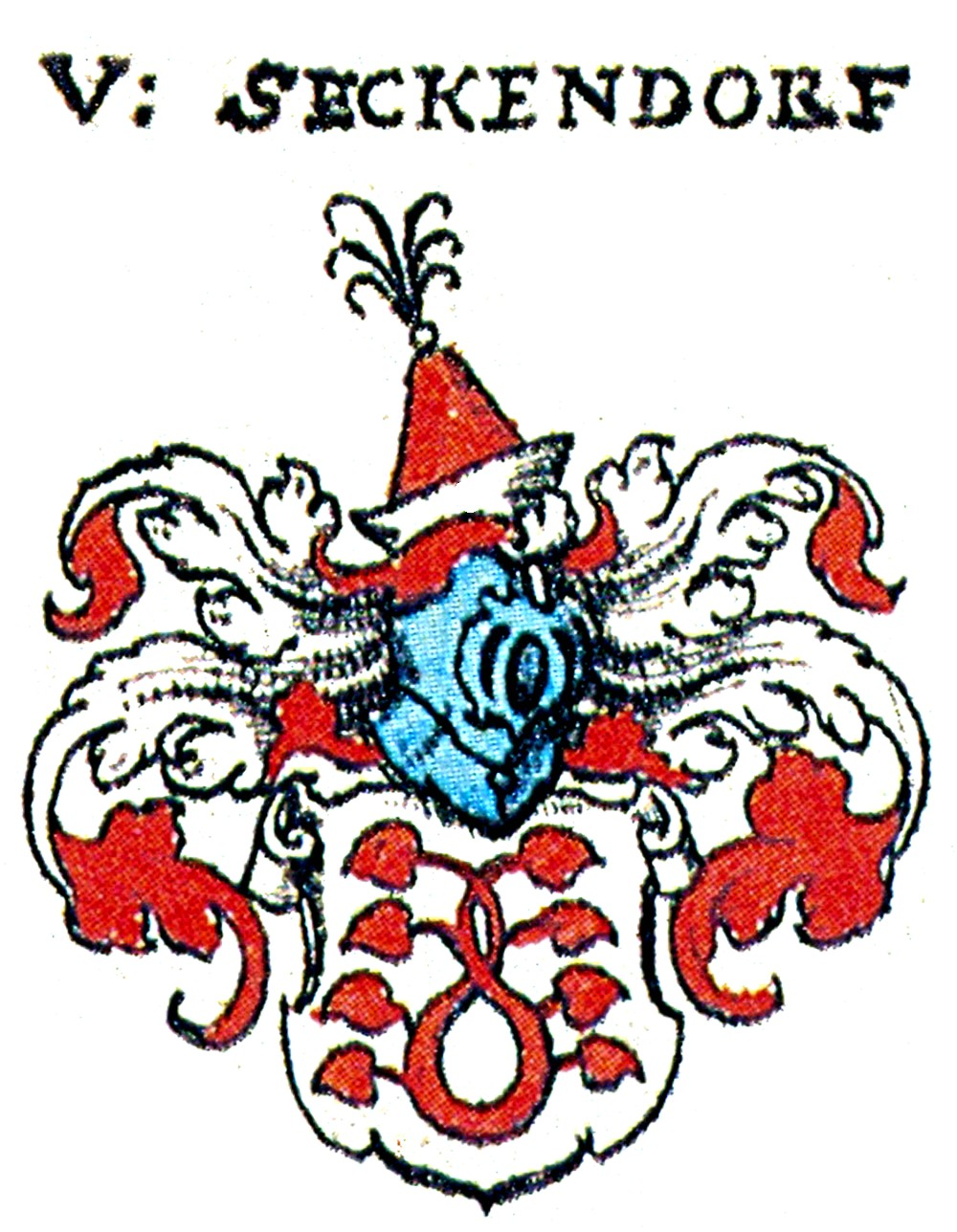
ゼッケンドルフ家の紋章（『ズィープマッハー紋章図鑑』より）。

ゼッケンドルフ家（ドイツ語: Seckendorff/Seckendorf）は、フランケンの古来の貴族である。

## 歴史
一族の家名はフランケン地方のカードルツブルク (Cadolzburg) 近郊にある村、ゼッケンドルフ (de:Seckendorf) に由来する。
1254年5月1日にハインリヒ・フォン・ゼッケンドルフの名が文献に初出し、1259年10月16日 の文献にはその兄弟としてアーノルト、ブルクハルトおよびルートヴィヒ・フォン・ゼッケンドルフの名が
記録されている。
ゼッケンドルフ家のある者は、ホーエンベルクの官吏としてニュルンベルク城伯に仕えた。
ホーエネックの家系の一族は1328年まで奉膳 (de:Truchseß) として、ノルトの家系の一族は1412年から1659年まで献酌侍従長 (Mundschenk) としてニュルンベルク城伯に仕えている。
全部で13を数える一族の家系（アーベンベルク、アーバーダー、エーガースドルフ、グーテント、ヘアアウフ、ホーエネック、ヨッホスベルク、ノルト（-1659年）、オーバーシュタインバッハ、プファフ、リンホーフェンI、リンホーフェンII、リンホーフェンIII）の内、現存しているのは三つ（アーバーダー、グーテントおよびリンホーフェンIII）のみである。

## 叙爵
- アーバーダー系：1706年9月5日にウィーンで神聖ローマ帝国軍 (Reichsarmee) の騎兵大尉 (Rittmeister) で、ズーゲンハイム (Sugenheim) 、オーバーンツェン (Obernzenn) その他の領主ならびにフランケン地方、シュタイガーヴァルト (Steigerwald) 管区の帝国騎士 (Reichsritterschaft) 長であるクリストフ・ズィクムント・フォン・ゼッケンドルフが帝国男爵に叙せられた。またヴュルテンベルク王国の侍従 (Kammerherr) および国務大臣だったクリストフ・フォン・ゼッケンドルフ男爵が1810年11月6日、シュトゥットガルトでヴュルテンベルクの伯爵位を授かっている。
- グーデント系：1719年4月2日にウィーンで帝国元帥フリードリヒ・ハインリヒ・フォン・ゼッケンドルフ男爵（1673年-1763年）に帝国伯 (Reichsgraf) の位が与えられ、紋章が昇格した。1816年1月17日にはベルリンでザクセン王国の枢密院議員 (Geheimrat) 並びにメルゼブルク (Merseburg) 司教座聖堂参事会議長のアドルフ・フォン・ゼッケンドルフに、プロイセン王国の伯爵位が授けられている。また1912年8月5日にスヴィーネミュンデ（王室ヨット「ホーエンツォラーン」の船上）で、1913年5月28日付の特許状を伴う最高内閣令 (de:Kabinettsorder) に基づきブラウンシュヴァイク公国の大佐、ゲラルト・フォン・ゼッケンドルフの兄弟の子孫に、男爵位の継承権がプロイセン王国から承認された。
- リンホーフェン系：1912年8月5日にスヴィーネミュンデ（王室ヨット「ホーエンツォラーン」の船上）で、1913年5月28日付の特許状を伴う最高内閣令に基づきプロイセン王国の参事官、カール・フォン・ゼッケンドルフ男爵（1840年没）の子孫に、男爵位の継承権が同国から承認された。

## 所領（抜粋）

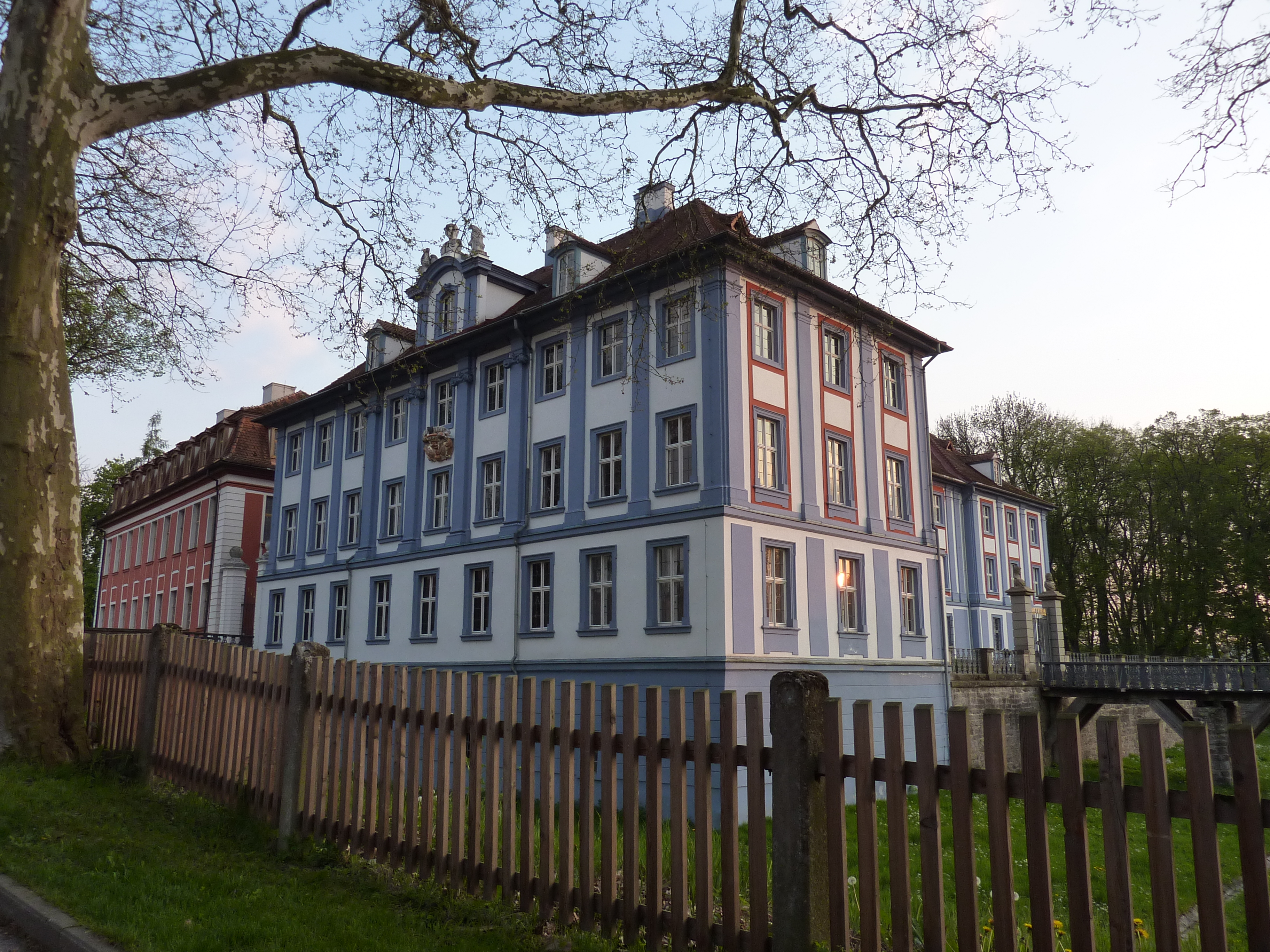
オーバーンツェンの青い城館と赤い城館。

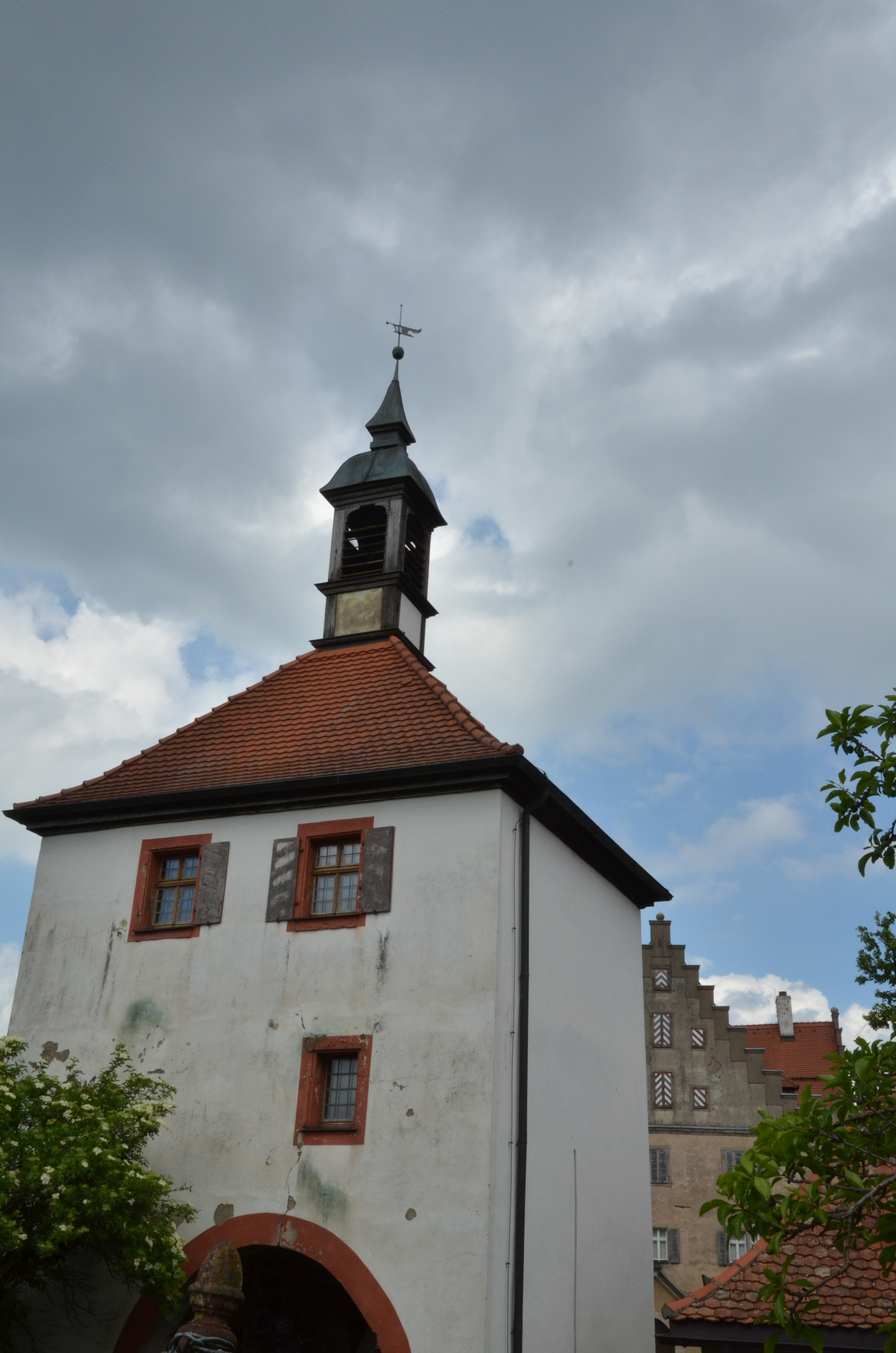
ウンターンツェン城。

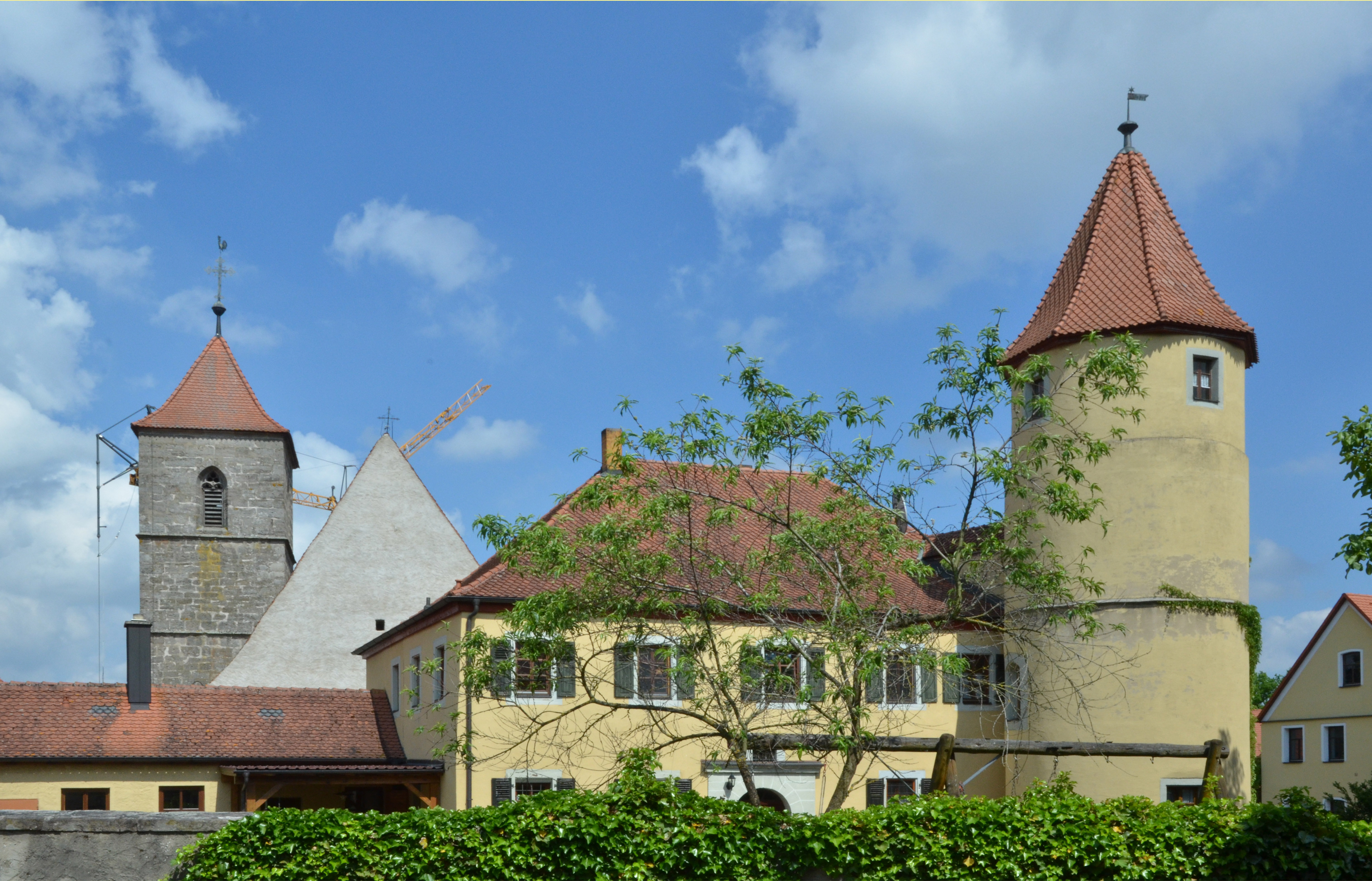
ウンターアルテンベルンハイム城。

- 12世紀から現在まで：オーバーンツェン (Obernzenn) の青い城館 (de:Blaues Schloß Obernzenn) と赤い城館 (de:Rotes Schloß Obernzenn) 。
- 現在まで：ウンターンツェン城
- ウンターアルテンベルンハイム城
- 1317年-1782年：ランゲンフェルト (Langenfeld) 村と城館。
- 1347年-1375年：メーレンドルフ近郊、オーバーンドルフの騎士領[3]。
- 1361年以降：シュノートゼンバッハの騎士領[4]。
- 1361年-1379年：モンハイム[5]
- 1361年-1518年頃：ノイエンデッテルザウ。1403年頃にフェステンベルク家 (de:Vestenberg (Adelsgeschlecht)) と分割[6]。
- 1395年-1500年頃：ノイシュタット・アン・デア・アイシュ (de:Neustadt an der Aisch) 近郊の騎士領、オーバーシュタインバッハ（フランクフルト、ランゲンフェルト、ラッハハイム、ロスバッハおよびシュテューバッハの一帯を含む）[7]。
- 1422年-1447年：コルンブルク (de:Kornburg) のリーター城。
- 1444年-1453年：ハップルク (Happurg) 近郊のライヒェネック城 (de:Burg Reicheneck) 。
- 1448年-1452年：ハイメンドルフ (de:Haimendorf) のフュアラー城。
- 1454年-1503年：ラントクライス・フォルヒハイムのヒルトポルトシュタイン城 (de:Burg Hiltpoltstein) 。
- 1455年以降：ラウシェンベルク、ベルクトハイム、ヘーヒシュテット、タッシェンドルフ、オーバータッシェンドルフ。
- 1465年-1722年：ヴァイゼンドルフ近郊の封土、ブーフ。
- 1479年まで：ヴァイゼンドルフ近郊のレーツェルスドルフおよび現地の城館。
- 1478年-15世紀：シュナイタッハ (Schnaittach) 近郊のローテンベルク要塞。
- 1503年-1528年：ズィンメルスドルフ (Simmelsdorf) 近郊の騎士領、ヒュッテンバッハ。
- 1504年以降：ヴァイゼンドルフ近郊のオーバーリンダッハの農場[8]。
- 1504年-1570年：ズィンメルスドルフの騎士領。
- 1527年-1653年：オップバッハ (de:Obbach) の騎士領。
- 1531年まで：ライヒェンシュヴァント (Reichenschwand) の騎士領。
- 16世紀-1558年：アイスマンスベルクの館。
- 1600年まで：トリースドルフ (de:Triesdorf) および現地の城館。
- ディータースハイム (Dietersheim) 近郊のアルトハイム[9]。
- ハラーンドルフ[10] （クローテンドルフ、シュノートゼンバッハ、グーゲンハイム、ハラーンドルフおよびロスバッハに在住するゼッケンドルフ家の家系が所有した。）
- グーゲンハイム
- クローテンドルフ
- アルモースホーフの封土（シュトローマーの館）。
- 1677年-1945年：テューリンゲン州、モイゼルヴィッツ (Meuselwitz) の騎士領と城館。
- 1720年-1727年：アラースベルク近郊、ハーラッハと現地の城館[11]。
- 1720年-1774年：コルンブルクでエグロフシュタイン家 (de:Egloffstein) と共有していた館。
- 19世紀-1945年：メクレンブルク＝フォアポンメルン州のブローク城 (de:Schloß Bloock) 。

## 紋章
本家の紋章 (de:Stammwappen) は、銀地に葉柄がある赤い菩提樹の葉を8枚、両側面に4枚ずつ配する形であしらっている。ヘルメットには7本の黒いニワトリの羽根で飾られ、オコジョの毛皮を張った赤と銀のマントが配されている。

### 記録に残る紋章

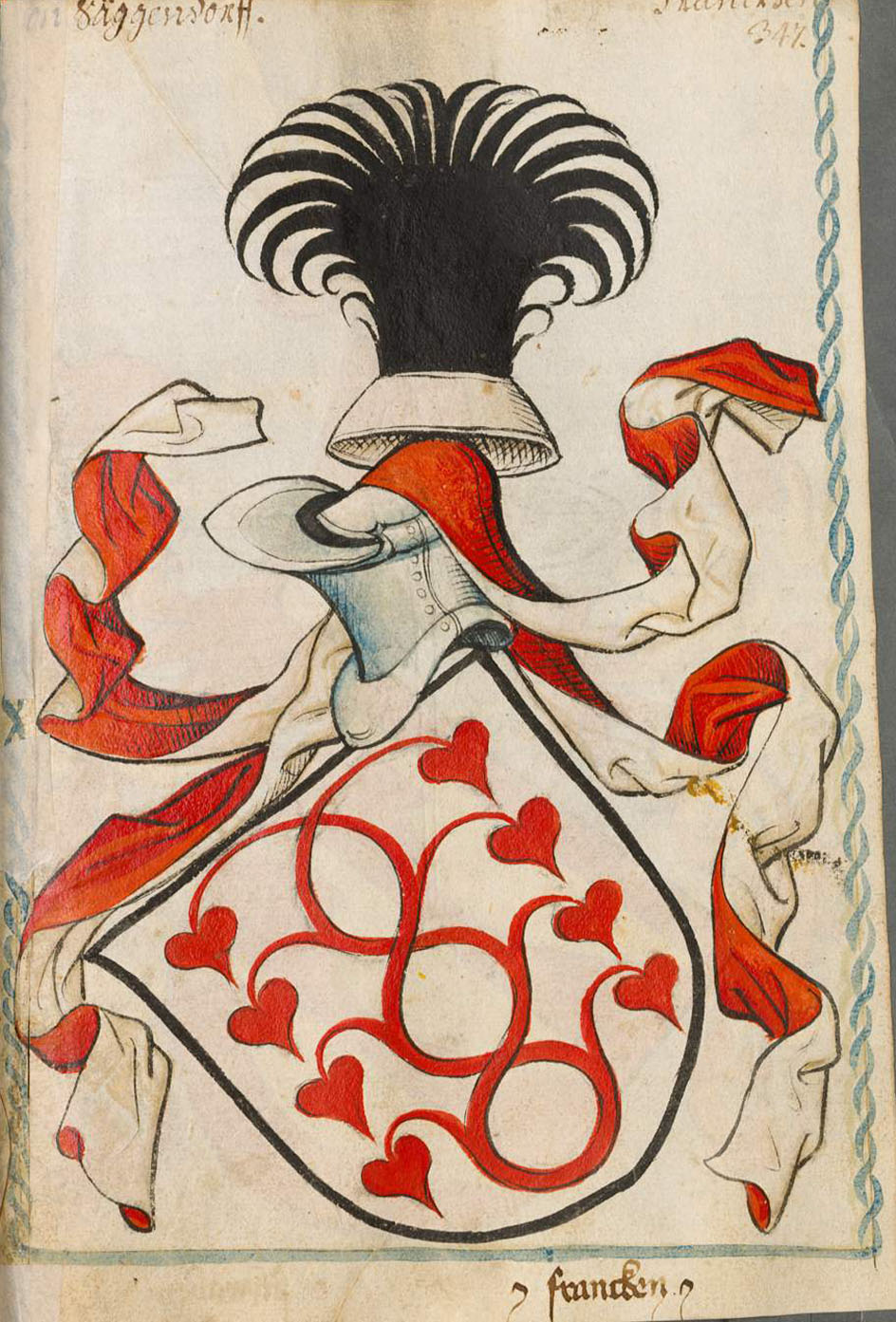
『シャイプラー紋章図鑑』 (de:Scheiblersches Wappenbuch) にある紋章。
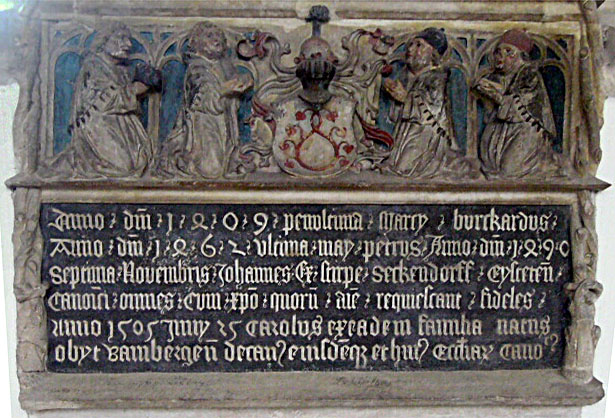
アイヒシュテット聖堂 (Dom zu Eichstätt) の墓碑を飾る紋章。
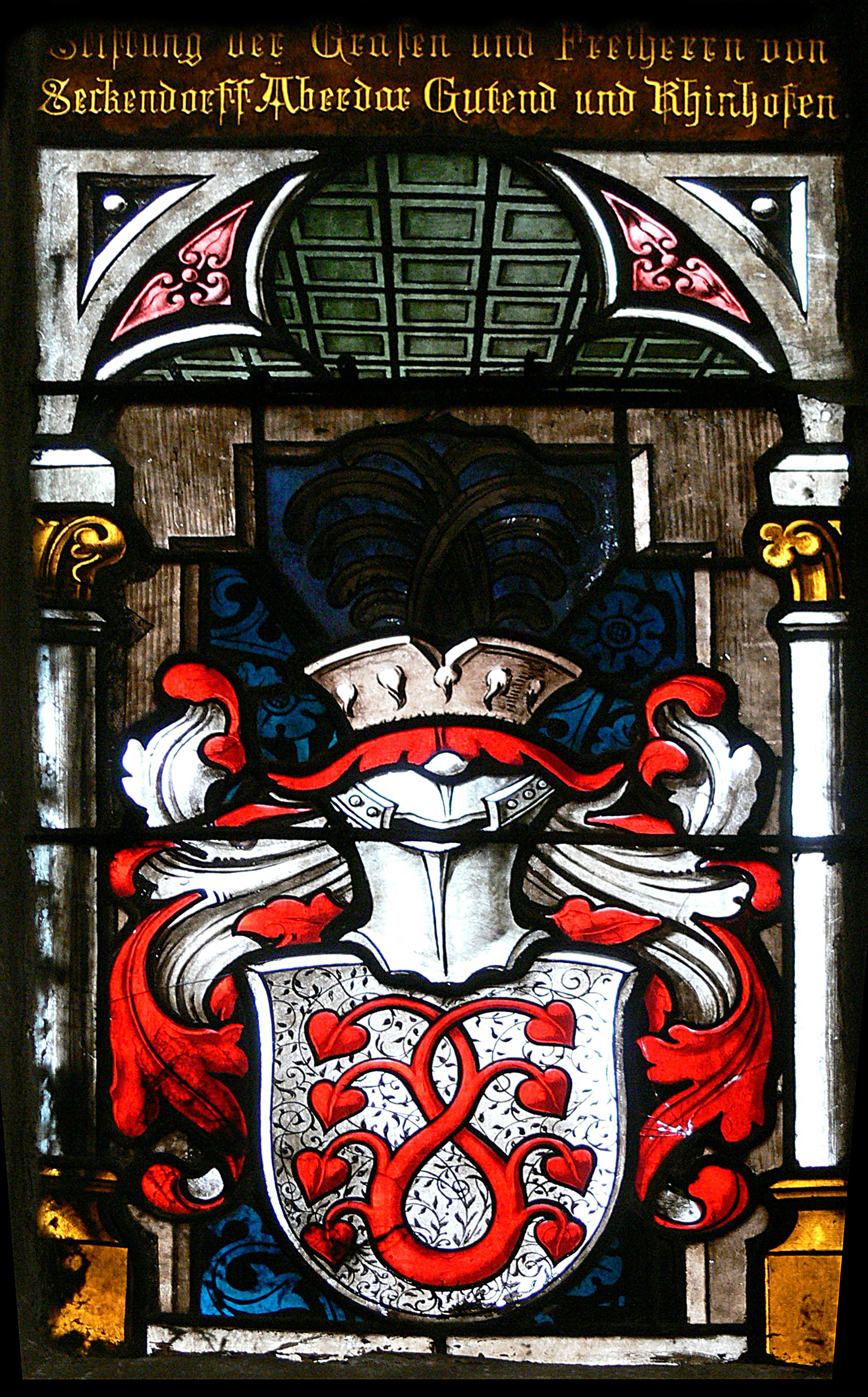
ランゲンツェン教会堂内の紋章。

## 人物
- ブルカルト・フォン・ゼッケンドルフ＝ヨッホスベルク[12]（-1365年）
- カスパー・フォン・ゼッケンドルフ（de:Kaspar von Seckendorff、-1595年）、アイヒシュテット司教 (Fürstbischof von Eichstätt) 。
- ファイト・ルートヴィヒ・フォン・ゼッケンドルフ（de:Veit Ludwig von Seckendorff、1626年-1692年）、ザクセン＝ゴータ公国 (Herzogtum Sachen-Gotha) の政治家。
- フリードリヒ・ハインリヒ・フォン・ゼッケンドルフ（1673年-1763年）伯爵、神聖ローマ帝国の元帥。
- クリストフ・フリードリヒ・フォン・ゼッケンドルフ＝アーバーダー（1679年-1759年）男爵、外交官およびブランデンブルク＝アンスバッハ侯領の大臣[13]。
- カール・ズィークムント・フォン・ゼッケンドルフ（Karl Siegmund von Seckendorff、1744年-1785年）男爵、バイロイト侯領出身の詩人。
- ヨハン・カール・クリストフ・フォン・ゼッケンドルフ（de:Johann Karl Christoph von Seckendorff、1747年-1814年）、ヴュルテンベルク公国の高官。最終的に国務大臣に就任した。
- クリスティアン・アドルフ・フォン・ゼッケンドルフ（de:Christian Adolf von Seckendorff、1767年-1833年）男爵、ザクセン＝ゴータ＝アルテンブルク公国 (Herzogtum Sachsen-Gotha-Altenburg) 出身の詩人。
- フリードリヒ・ベルンハルト・フォン・ゼッケンドルフ（de:Friedrich Bernhard von Seckendorff、1772年-1852年）男爵、ザクセン＝ゴータ＝アルテンブルク公国出身の政治家。
- フランツ・カール・レオポルト・フォン・ゼッケンドルフ＝アーバーダー（de:Franz Karl Leopold von Seckendorf-Aberdar、1775年-1809年）男爵、アンスバッハ侯領出身の詩人。
- グスタフ・アントン・フォン・ゼッケンドルフ（de:Gustav Anton von Seckendorff、1775年-1823年）男爵、ザクセン＝ゴータ＝アルテンブルク公国出身の詩人、政治家。
- アウグスト・ハインリヒ・フォン・ゼッケンドルフ（de:August Heinrich von Seckendorff、1807年-1885年）男爵、政治家、法律家。
- ヘンリエッテ・フォン・ゼッケンドルフ＝グーテント（de:Henriette von Seckendorff-Gutend、1819年-1878年）、「治療者」、慈善家。シュトゥットガルト近郊のカンシュタットに病人用の宿泊施設、「ヴィラ・ゼッケンドルフ」を創設した。
- ルドルフ・フォン・ゼッケンドルフ（de:Rudolf von Seckendorff、1844年-1932年）男爵、法律家、帝国裁判所総裁（1905年-1920年）。
- アートゥア・フォン・ゼッケンドルフ＝グーデント（de:Arthur von Seckendorff-Gudent、1845年-1886年）男爵、スイス出身の、オーストリアの林学者。
- アルベルト・フォン・ゼッケンドルフ（de:Albert von Seckendorff、1849年-1921年）、ドイツ帝国海軍の中将、外交官。ハインリヒ公子の侍従長 (Hofmarschall) を務めた。
- アドルフ・フォン・ゼッケンドルフ（de:Adolf von Seckendorff、1849年-1921年）男爵、ドイツ帝国陸軍の歩兵大将。第一次世界大戦中、占領後のエストニアで総督を務めた。
- ゲッツ・フォン・ゼッケンドルフ（de:Götz von Seckendorff、1889年-1914年）男爵、ドイツ帝国の画家、彫刻家。
- エーリヒ・フォン・ゼッケンドルフ（Erich von Seckendorff、1897年-1944年）男爵、ドイツ陸軍の少将。騎士鉄十字章の受章者。
- クリスタ・フォン・ゼッケンドルフ（de:Christa von Seckendorff、1970年-）、ドイツの芸術家。

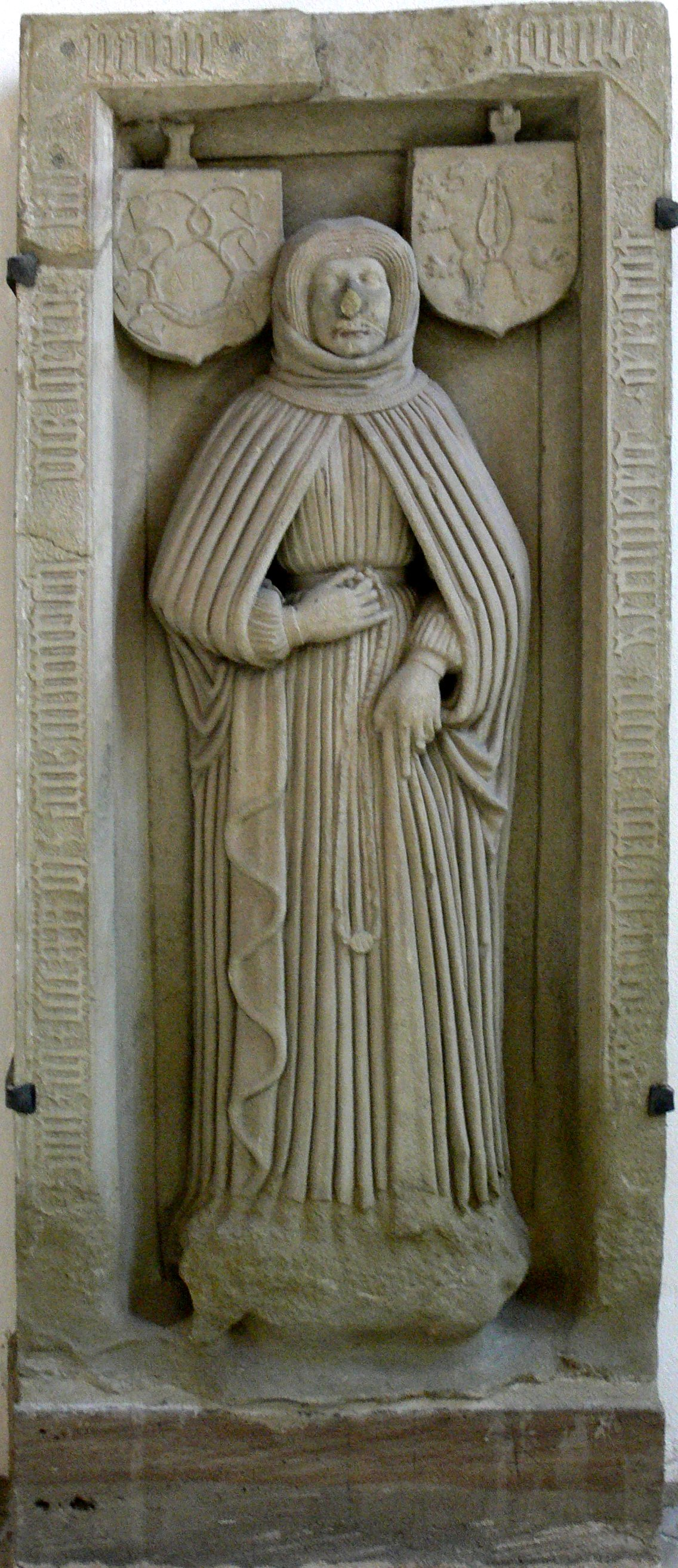
ハイルスブロンの修道院にあるマーガレータ・フォン・ゼッケンドルフ（-1436年）の墓。
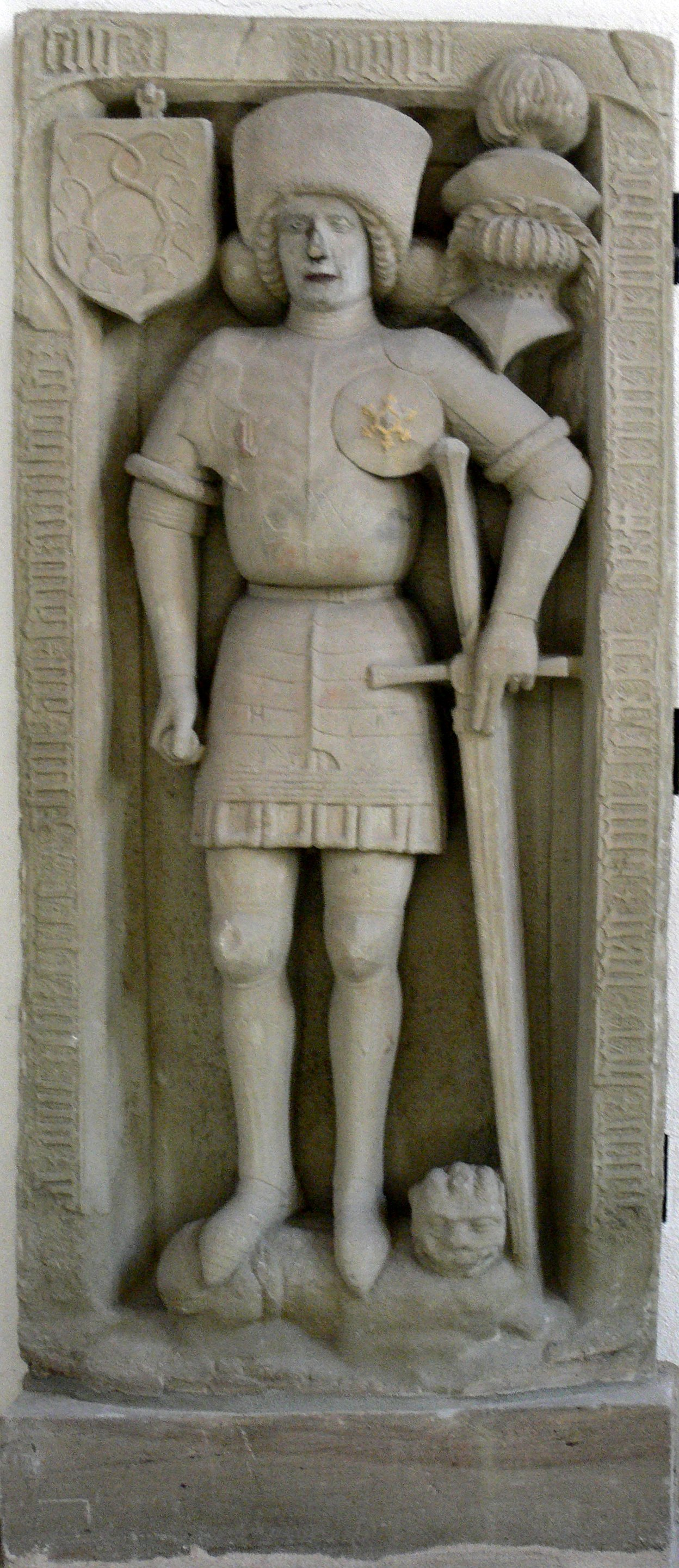
ハイルスブロンの修道院にあるゲオルク・フォン・ゼッケンドルフ（-1444年）の墓。
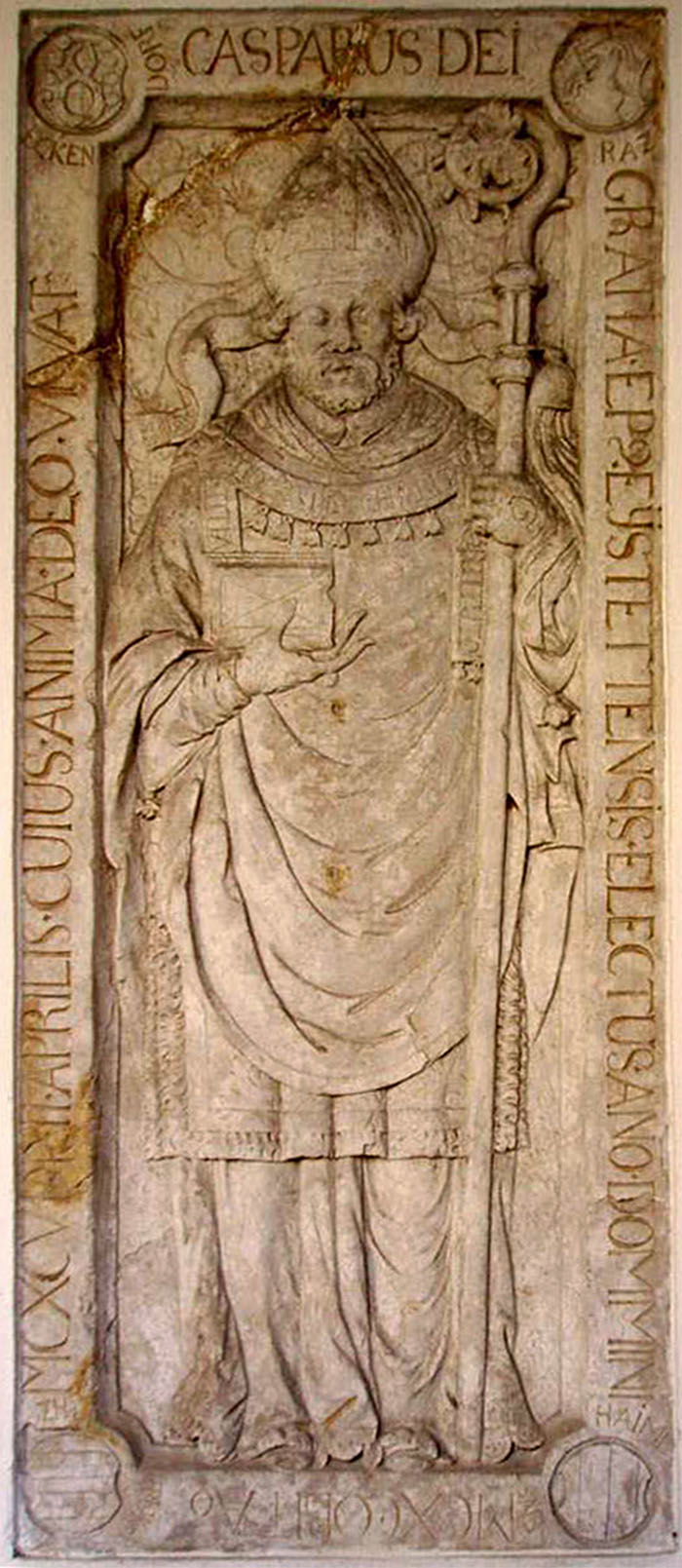
アイヒシュテット聖堂にある司教カスパー・フォン・ゼッケンドルフの墓石。
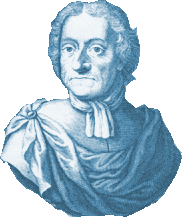
ファイト・ルートヴィヒ・フォン・ゼッケンドルフ
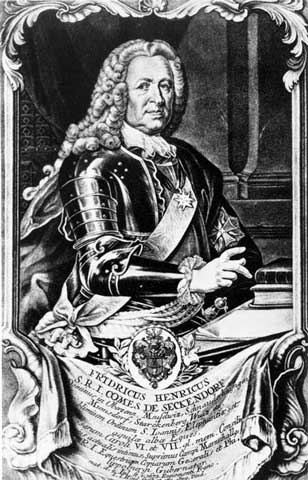
フリードリヒ・ハインリヒ・フォン・ゼッケンドルフ
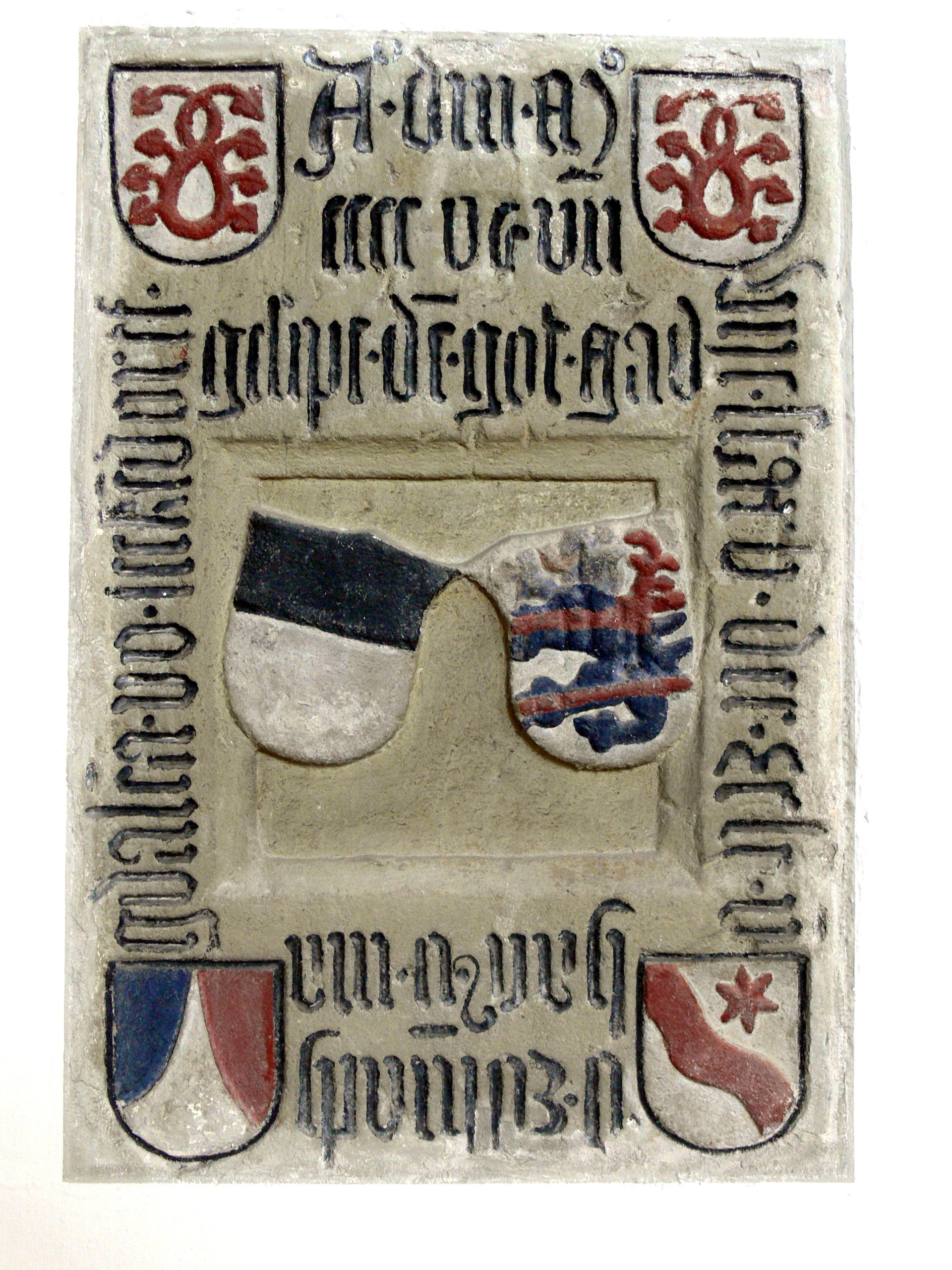
アーベンベルクの聖ヤーコプ教会にある墓碑。

## 文献
- コンスタンティン・フォン・ヴルツバッハ (Constantin von Wurzbach) 著：de:Seckendorf, die Freiherren und Grafen von、『オーストリア帝国伝記事典 (de:Biographisches Lexikon des Kaiserthums Oesterreich) 』、第33巻所収。Verlag L. C. Zamarski, ウィーン、1877年、 P. 266及び次頁。
- コンスタンティン・フォン・ヴルツバッハde:Seckendorf, Wappen著：『オーストリア帝国伝記事典』、第33巻所収。Verlag L. C. Zamarski, ウィーン、1877年、 P. 268。
- 『系譜学的な貴族の便覧 (de:Genealogisches Handbuch des Adels) 』, Adelslexikon Band XIII, Band 128 der Gesamtreihe. C. A. Starke Verlag, Limburg (Lahn) 2002, ISSN 0435-2408
- Gerhard Rechter: Seckendorff. In: Neue Deutsche Biographie (NDB). Band 24, Duncker & Humblot, Berlin 2010, ISBN 978-3-428-11205-0, S. 115 f. (電子テキスト版).